# Witold Skrabalak
Witold Skrabalak (ur. 10 października 1930 we Lwowie, zm. 7 września 2014 w Warszawie) – polski działacz młodzieżowy i partyjny w PRL, wydawca.

## Życiorys
W latach 1949–1952 studiował prawo na Uniwersytecie Jagiellońskim w Krakowie, pracę magisterską obronił w 1957 na Uniwersytecie Warszawskim. W czasie studiów był działaczem OM TUR (1947–1948), Zrzeszenia Studentów Polskich (m.in. przewodniczącym Okręgu ZSP w Krakowie (1951–1952) i członkiem Rady Naczelnej ZSP) i Związku Młodzieży Polskiej (m.in. zastępcą kierownika Wydziału Młodzieży Studenckiej ZG ZMP (1953–1954) i wiceprzewodniczącym Zarządu Stołecznego ZMP (1955–1956)). W latach 1957–1962 pracował jako attaché w Poselstwie PRL w Ottawie i Konsulacie PRL w Chicago, w latach 1963–1967 w Wydziale Kultury Komitetu Centralnego PZPR.
W latach 1968–1976 był dyrektorem Programu dla Zagranicy Polskiego Radia i kierownikiem działu międzynarodowego pisma „Życie Partii”, w latach 1977–1980 pełnił funkcję sekretarza generalnego Polskiej Izby Handlu Zagranicznego. Od 1980 do przejścia na emeryturę w 1990 był dyrektorem i redaktorem naczelnym wydawnictwa Książka i Wiedza. Od czerwca 1985 był członkiem Komitetu Redakcyjnego dla opracowania "Pism zebranych" Władysława Gomułki.
Od 1949 był członkiem PZPR, od 1983 członkiem Komisji Ideologicznej KC PZPR. W latach 1973–1982 należał do Stowarzyszenia Dziennikarzy Polskich, od 1982 do Stowarzyszenia Dziennikarzy PRL, następnie Stowarzyszenia Dziennikarzy Rzeczypospolitej Polskiej. W 1991 został członkiem PPS, w 1996 został mianowany wiceprzewodniczącym Centralnego Sądu tej partii. Poświęcił się badaniom nad historią PPS. 28 listopada 1988 wszedł w skład Honorowego Komitetu Obchodów 40-lecia Kongresu Zjednoczeniowego PPR – PPS – powstania PZPR.
Był odznaczony Srebrnym Krzyżem Zasługi (1955), Krzyżem Kawalerskim (1969), Oficerskim (1975) i Komandorskim (1984) Orderu Odrodzenia Polski oraz Orderem Sztandaru Pracy II klasy (1989)
Był żonaty z dr Ireną Skrabalakową. Zmarł 7 września 2014 i został pochowany na Cmentarzu Rakowickim w Krakowie (cmentarzu wojskowym przy ul. Prandoty).

## Wybrana bibliografia autorska[7]
- Polscy socjaliści w XX wieku: ich rodowody oraz uwarunkowania ich działalności (Philip Wilson, cop., Warszawa, 2010; ISBN 978-83-7236-249-0)
- Szkice zebrane z okazji okrągłych rocznic: urodzin i śmierci Ignacego Daszyńskiego (1866–1936), Polskiej Rewolucji (1904–1907), urodzin Józefa Piłsudskiego w 1867 r., śmierci Feliksa Perla w 1927 r., XXIV Kongresu PPS w Radomiu w lutym 1937 r. (Towarzystwo Uniwersytetu Robotniczego, Warszawa, 2006; ISBN 83-60697-00-0)